# Museo Civico di Paleontologia e Paletnologia Decio de Lorentiis
Il Museo Civico di Paleontologia e Paletnologia "Decio de Lorentiis" è un istituto culturale che ha sede nel Comune di Maglie nel Palazzo Ruberti dove insieme alla Biblioteca Piccinno costituisce il complesso culturale Alca.

## Storia
Il Museo nasce nel 1960 sotto la spinta di Gian Alberto, Alberto Carlo Blanc, Paolo Graziosi, Antonio Mario Radmilli e viene dedicato alla preistoria del Salento esponendo oltre alle faune pleistoceniche, anche reperti antropici provenienti da Cattie di Maglie, dalla Grotta Romanelli, da Pozzo Focone, dalla Grotta Zinzulusa e dalla Grotta dei Cervi di Porto Badisco.
I reperti sono stati riorganizzati nel 1999 in diverse sezioni comprendenti: geopaleontologia, paleolitico e arte preistorica, neolitico ed età dei metalli.